# Mandy Gonzalez
Mandy Gonzalez est une actrice et chanteuse américaine, surtout connue pour ses rôles principaux à Broadway. Elle est à l'origine du rôle de Nina Rosario dans les productions Off-Broadway et Broadway de la comédie musicale In the Heights. En 2010 et 2011, elle a joué Elphaba dans la production Broadway de Wicked.
Le 6 septembre 2016, elle joue le rôle d'Angelica Schuyler dans la production Broadway de Hamilton,.

## Biographie
Mandy Gonzalez est née le 22 août 1976, à Santa Clarita, en Californie.
Son père est mexicain et sa mère est juive (d'origine polonaise et roumaine),. Elle étudie à la Saugus High School, puis à la California Institute of the Arts.
Elle a ensuite travaillé comme choriste du Millennium Tour de Bette Midler (de 1999 à 2000). Après cela, elle a déménagé à New York.

### Carrière
Avant ses apparitions à Broadway, elle est apparue dans la production off-Broadway d'Eli's Comin, une comédie musicale basée sur les paroles et la musique de l'auteur-compositeur Laura Nyro. Elle a remporté un Obie Award pour sa prestation.
En 2001, elle a fait ses débuts à Broadway dans le rôle de la princesse Amneris dans la comédie musicale Aïda de Tim Rice / Elton John en doublure d'Idina Menzel. En 2002, elle a joué le rôle de Sarah dans la comédie musicale Dance of the Vampires. Elle est revenue dans Aïda en 2003, avec le rôle d'Amneris, aux côtés de Toni Braxton et Will Chase.
En 2004, elle incarne le personnage de Su dans le film d'animation de Disney, Mulan 2. L'année suivante, elle est apparue dans la comédie musicale Lennon, basée sur la vie de John Lennon et Yoko Ono.
Elle a ensuite joué le rôle de Nina Rosario dans le casting original de In the Heights à Broadway. Elle a créé le rôle de Nina dans la production Off-Broadway de la série et a reçu un Drama Desk Award pour son interprétation,.
Elle s'était auparavant vu offrir le rôle d'Elphaba lors de la première tournée nationale de Wicked, offre qu'elle a refusé afin de jouer dans In the Heights. En 2010, l'opportunité s'est finalement présentée pour elle de jouer Elphaba dans la production de Broadway de Wicked. Le 30 janvier 2011, elle a donné sa dernière performance dans le rôle.
En septembre 2016, elle rejoint le casting de Broadway de Hamilton dans le rôle d'Angelica Schuyler Church, en remplacement de Renée Elise Goldsberry.
En avril 2019, elle est apparue dans la production du John F. Kennedy Center de The Who's Tommy dans le rôle de Mme Walker.
Elle débute au cinéma en 2007 dans le film Across the Universe, réalisé par Julie Taymor. À la télévision, elle a joué dans The Good Wife, New York 911, Haine et Passions, Madam Secretary, 666 Park Avenue et Quantico.
Elle a sorti son premier album solo, Fearless, le 20 octobre 2017. La chanson titre a été écrite par Lin-Manuel Miranda, créateur et star de In the Heights et Hamilton. Les sept morceaux de l'album comprennent également des chansons écrites par Bill Sherman, Jennifer Nettles et Tom Kitt. Il comprend une version acoustique de sa chanson signature d'In The Heights "Breathe", un remake de la chanson classique Que sera, sera et Life Is Sweet.

### Vie privée
Elle est mariée depuis 2004 à Douglas Melini. Ils ont une fille, Bella Melini, née en 2011.

## Filmographie

### Cinéma
- 2007 : Across the Universe de Julie Taymor : La chanteuse
- 2012 : Dos au mur (Man on a Ledge) d'Asger Leth : La manager
- 2014 : After de Pieter Gaspersz : Molly Valentino
- 2017 : Can't Take It Back de Tim Shechmeister : Jane Shaw
- 2022 : Le Monde de Nate (Better Nate Than Ever) de Tim Federle : Mme Wadsworth

### Télévision

#### Séries télévisées
- 2009 : On ne vit qu'une fois (One Life to Live) : Lauren Hoffman
- 2009 : The Good Wife : Rosemary
- 2012 : 666 Park Avenue : Infirmière Garcia
- 2014 : FBI : Duo très spécial (White Collar) : Karen
- 2015 - 2019 : Madam Secretary : Lucy Knox
- 2016 : Quantico : Agent Susan Coombs
- 2017 : Doubt : Affaires douteuses (Doubt) : La mère
- 2019 : Elementary : Lanette Brooklee
- 2019 : NCIS : Nouvelle-Orléans (NCIS: New Orleans) : Dr Hernandez
- 2020 / 2022 : Bull : Patricia Ariaz
- 2021 : Only Murders in the Building : Silvia Mora
- 2022 - 2024 : Alice et la pâtisserie des merveilles (Alice's Wonderland Bakery) : Rose (voix)

## Théâtre
| Année(s)    | Production            | Rôle              | Localisation                                   | Catégorie    |
| ----------- | --------------------- | ----------------- | ---------------------------------------------- | ------------ |
| 2001–02     | Aida                  | Amneris (Standby) | Palace Theatre                                 | Broadway     |
| 2002–03     | Dance of the Vampires | Sarah             | Minskoff Theatre                               | Broadway     |
| 2003–04     | Aida                  | Amneris           | Palace Theatre                                 | Broadway     |
| 2005        | Lennon                | Mandy             | Broadhurst Theatre                             | Broadway     |
| 2007        | In the Heights        | Nina Rosario      | 37 Arts Theatre                                | Off-Broadway |
| 2008–10     | In the Heights        | Nina Rosario      | Richard Rodgers Theatre                        | Broadway     |
| 2010–11     | Wicked                | Elphaba           | Gershwin Theatre                               | Broadway     |
| Depuis 2016 | Hamilton              | Angelica Schuyler | Richard Rodgers Theatre                        | Broadway     |
| 2019        | The Who's Tommy       | Mrs.Walker        | John F. Kennedy Center for the Performing Arts | Régional     |